# 월터 올케비츠
월터 올커위츠(Walter Olkewicz, 1948년 5월 14일 ~ )는 미국의 배우이다.
베이온에서 태어났다.

## 영화
- 미팅 대디 (2000년)
- 잔인한 달을 만드는 법 (1998년)
- 투어리스트 트랩 (1998년)
- 레이븐 (1996년)
- 라스트 카우보이 (1995년)
- 텐더니스 (1995년)
- 의뢰인 (1994년)
- 그레이스 언더 파이어 (1993년)
- 할리우드의 출세기 (1989년)
- 불행한 남자의 행복 (1986년)
- 메이킹 더 그레이드 (1984년)
- 비통한 사람들 (1984년)
- 트래비스 맥기 (1983년)
- 남자의 진실 (1982년)
- 남북전쟁 (1982년)
- 히로시마 원폭투하대 (1980년)